# تسليه
تسيليه (بالإنجليزية: Celje)‏ هي مدينة ومستوطنة تقع في سلوفينيا في Celje City Municipality. يقدر عدد سكانها بـ 50,039 نسمة ومساحتها 94.9 كم2 وترتفع عن سطح البحر 238 متر.

## المناخ
يظهر الجدول التالي التغييرات المناخية على مدار السنة لتسليه:
| البيانات المناخية لـتسليه                                                                | البيانات المناخية لـتسليه | البيانات المناخية لـتسليه | البيانات المناخية لـتسليه | البيانات المناخية لـتسليه | البيانات المناخية لـتسليه | البيانات المناخية لـتسليه | البيانات المناخية لـتسليه | البيانات المناخية لـتسليه | البيانات المناخية لـتسليه | البيانات المناخية لـتسليه | البيانات المناخية لـتسليه | البيانات المناخية لـتسليه | البيانات المناخية لـتسليه |
| الشهر                                                                                    | يناير                     | فبراير                    | مارس                      | أبريل                     | مايو                      | يونيو                     | يوليو                     | أغسطس                     | سبتمبر                    | أكتوبر                    | نوفمبر                    | ديسمبر                    | المعدل السنوي             |
| ---------------------------------------------------------------------------------------- | ------------------------- | ------------------------- | ------------------------- | ------------------------- | ------------------------- | ------------------------- | ------------------------- | ------------------------- | ------------------------- | ------------------------- | ------------------------- | ------------------------- | ------------------------- |
| الدرجة القصوى °م (°ف)                                                                    | 16.5 (61.7)               | 20.6 (69.1)               | 25.7 (78.3)               | 28.4 (83.1)               | 31.1 (88.0)               | 34.2 (93.6)               | 34.1 (93.4)               | 39.7 (103.5)              | 30.6 (87.1)               | 26.7 (80.1)               | 22.4 (72.3)               | 20.2 (68.4)               | 36.8 (98.2)               |
| متوسط درجة الحرارة الكبرى °م (°ف)                                                        | 4.1 (39.4)                | 6.8 (44.2)                | 11.6 (52.9)               | 16.4 (61.5)               | 21.6 (70.9)               | 24.6 (76.3)               | 26.9 (80.4)               | 26.5 (79.7)               | 21.7 (71.1)               | 16.3 (61.3)               | 9.6 (49.3)                | 4.5 (40.1)                | 15.9 (60.6)               |
| المتوسط اليومي °م (°ف)                                                                   | −0.3 (31.5)               | 1.0 (33.8)                | 5.2 (41.4)                | 9.8 (49.6)                | 14.9 (58.8)               | 18.3 (64.9)               | 19.9 (67.8)               | 19.0 (66.2)               | 14.6 (58.3)               | 10.1 (50.2)               | 4.7 (40.5)                | 0.6 (33.1)                | 9.8 (49.6)                |
| متوسط درجة الحرارة الصغرى °م (°ف)                                                        | −4.6 (23.7)               | −4.2 (24.4)               | −0.2 (31.6)               | 3.9 (39.0)                | 8.6 (47.5)                | 12.3 (54.1)               | 13.8 (56.8)               | 13.4 (56.1)               | 9.7 (49.5)                | 5.9 (42.6)                | 0.9 (33.6)                | −3.0 (26.6)               | 4.7 (40.5)                |
| أدنى درجة حرارة °م (°ف)                                                                  | −27.2 (−17.0)             | −27.0 (−16.6)             | −23.4 (−10.1)             | −6.5 (20.3)               | −3.4 (25.9)               | 0.8 (33.4)                | 4.5 (40.1)                | 2.9 (37.2)                | −2.5 (27.5)               | −8.5 (16.7)               | −19.4 (−2.9)              | −23.1 (−9.6)              | −27.2 (−17.0)             |
| الهطول مم (إنش)                                                                          | 47 (1.9)                  | 50 (2.0)                  | 71 (2.8)                  | 71 (2.8)                  | 90 (3.5)                  | 132 (5.2)                 | 122 (4.8)                 | 125 (4.9)                 | 118 (4.6)                 | 115 (4.5)                 | 93 (3.7)                  | 78 (3.1)                  | 1٬113 (43.8)              |
| متوسط أيام هطول الأمطار (≥ 0.1 mm)                                                       | 10                        | 8                         | 11                        | 13                        | 14                        | 14                        | 12                        | 12                        | 11                        | 11                        | 12                        | 12                        | 140                       |
| ساعات سطوع الشمس الشهرية                                                                 | 64                        | 96                        | 128                       | 156                       | 205                       | 209                       | 242                       | 227                       | 166                       | 115                       | 67                        | 53                        | 1٬728                     |
| المصدر: Slovenian Environment Agency (ARSO) (data for 1981-2010;Sunshine data:1971-2000) |                           |                           |                           |                           |                           |                           |                           |                           |                           |                           |                           |                           |                           |

## المدن التوأمة
مدن غرفنبرويش، زينغن، سلافونسكي برود، بودفا، تشيريبوفيتس، Ćuprija، غراتس وسبيتال دراو هي مدن توأمة لـتسليي.

## أعلام
- يانيز درنوفشيك